# 아부 알파들 알아바스 군대
카에다 쿼웨트 아부 파들 알아바스 (QQAFA)(قائدة قوة أبو الفضل العباس), 또는 아부 알파들 알아바스 군대는 알하드 알샤아비 군대 중 이라크에서 작전을 펼치는 군대로, ISIL의 2014년 6월 진군 이후 창설되었다. 이 병력은 셰이흐 아워스 알카파지와 연관이 있는데, 이것은 무크타파 알사드르와 연합했다. 군대는 현재 카타이브 헤즈볼라와 동맹을 맺고 있으며. 인민동원군의 가입 단체 중 하나이다. QQAFA는 카타이브 알이맘 알리와도 연계되어 있다.